# Nová Plánice
Nová Plánice je malá vesnice, část města Plánice v okrese Klatovy v Plzeňském kraji. Nachází se asi 2,5 kilometru jihozápadně od Plánice. Prochází zde silnice II/187. Nová Plánice leží v katastrálním území Plánice o výměře 17,06 km².
Vesnička leží v nadmořské výšce 603 metrů, kterou směrem na jih převyšuje ve výšce 660 metrů Křížovická hora.

## Obyvatelstvo
| Rok            | 1869 | 1880 | 1890 | 1900 | 1910 | 1921 | 1930 | 1950 | 1961 | 1970 | 1980 | 1991 | 2001 | 2011 | 2021 |
| -------------- | ---- | ---- | ---- | ---- | ---- | ---- | ---- | ---- | ---- | ---- | ---- | ---- | ---- | ---- | ---- |
| Počet obyvatel | 179  | 183  | 188  | 182  | 156  | 155  | 162  | 119  | 116  | 98   | 87   | 94   | 77   | 75   | 59   |
| Počet domů     | 29   | 32   | 32   | 32   | 32   | 32   | 32   | 32   | 32   | 28   | 27   | 31   | 33   | 32   | 33   |

## Galerie

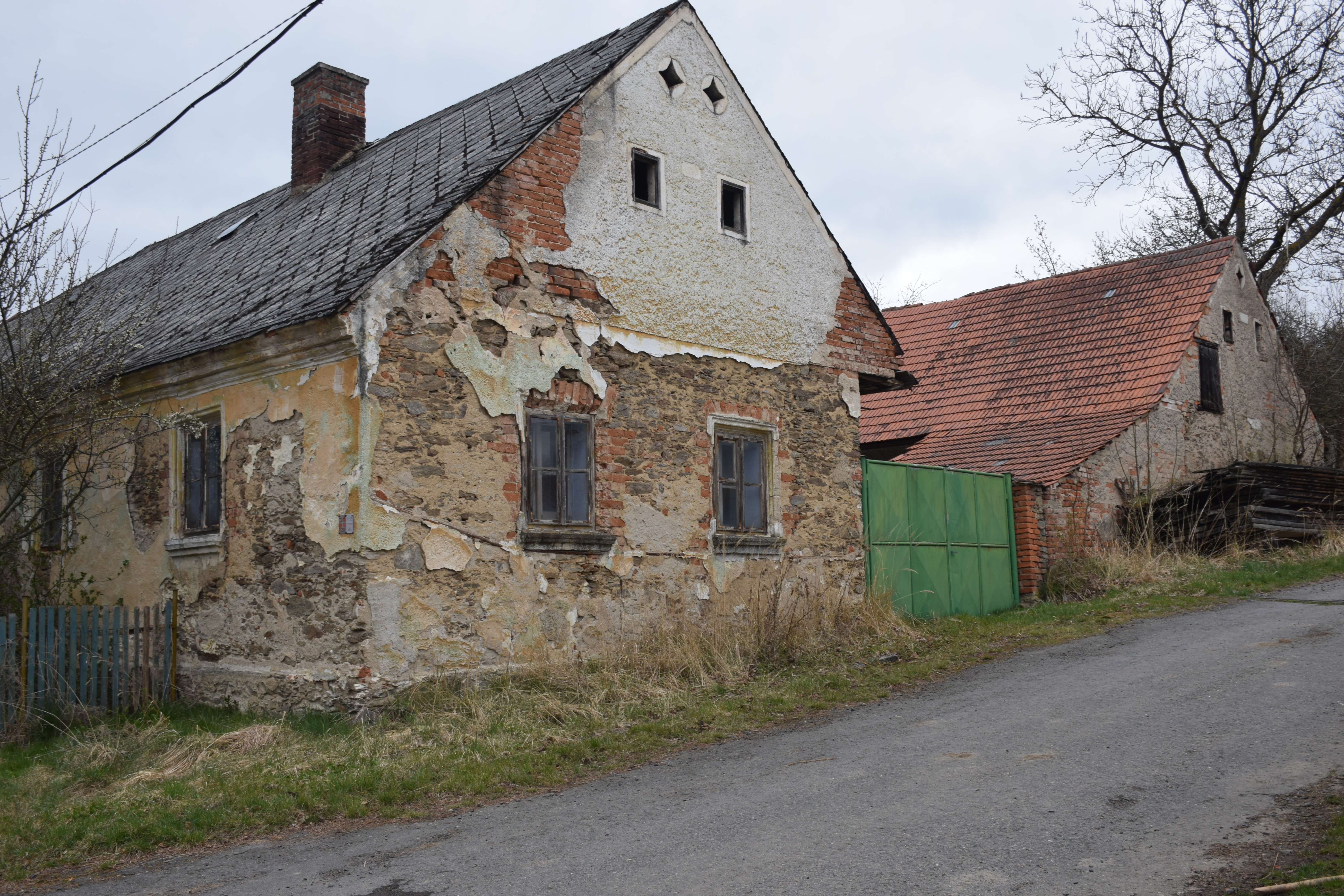
Hospodářské stavení
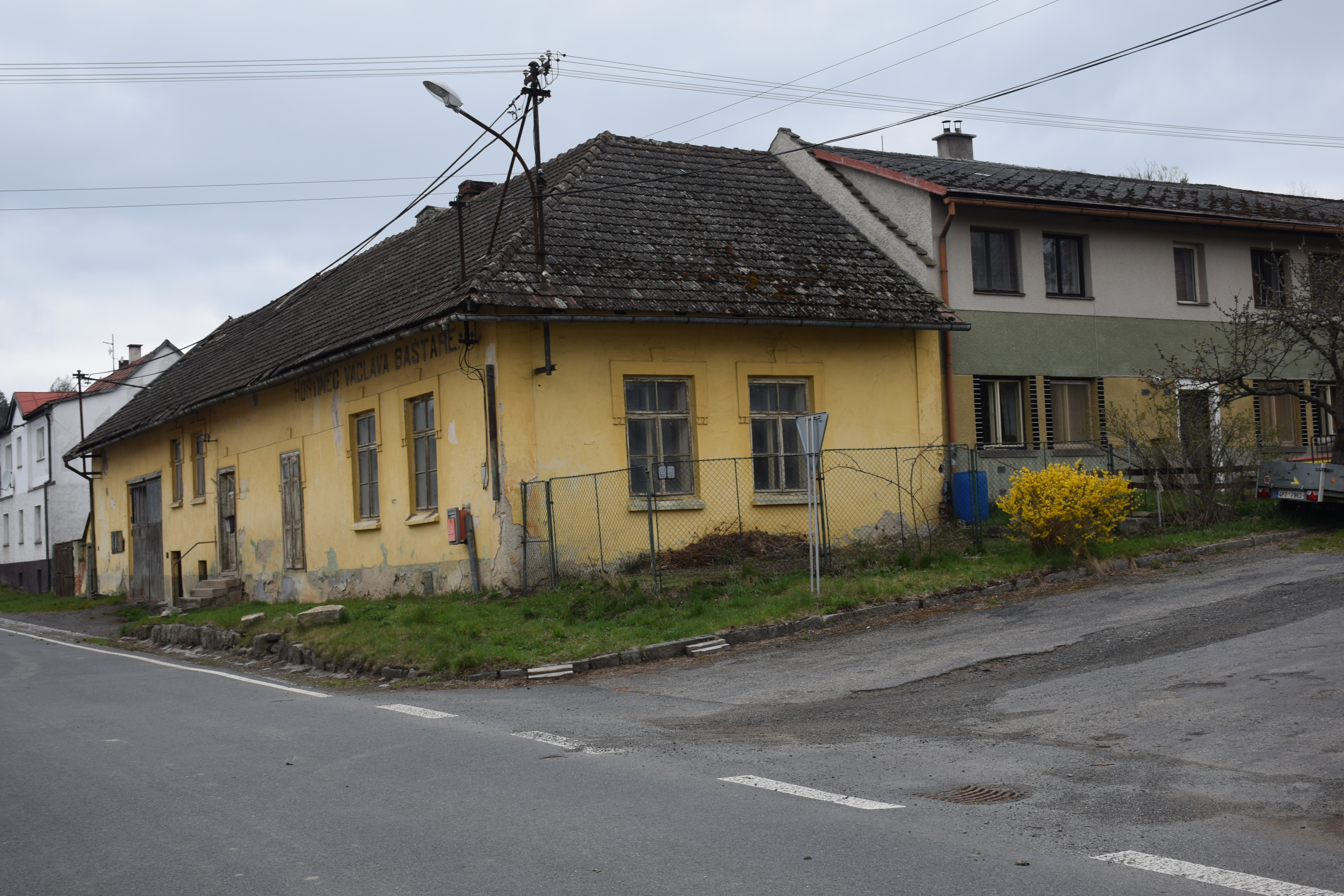
Hospoda na návsi
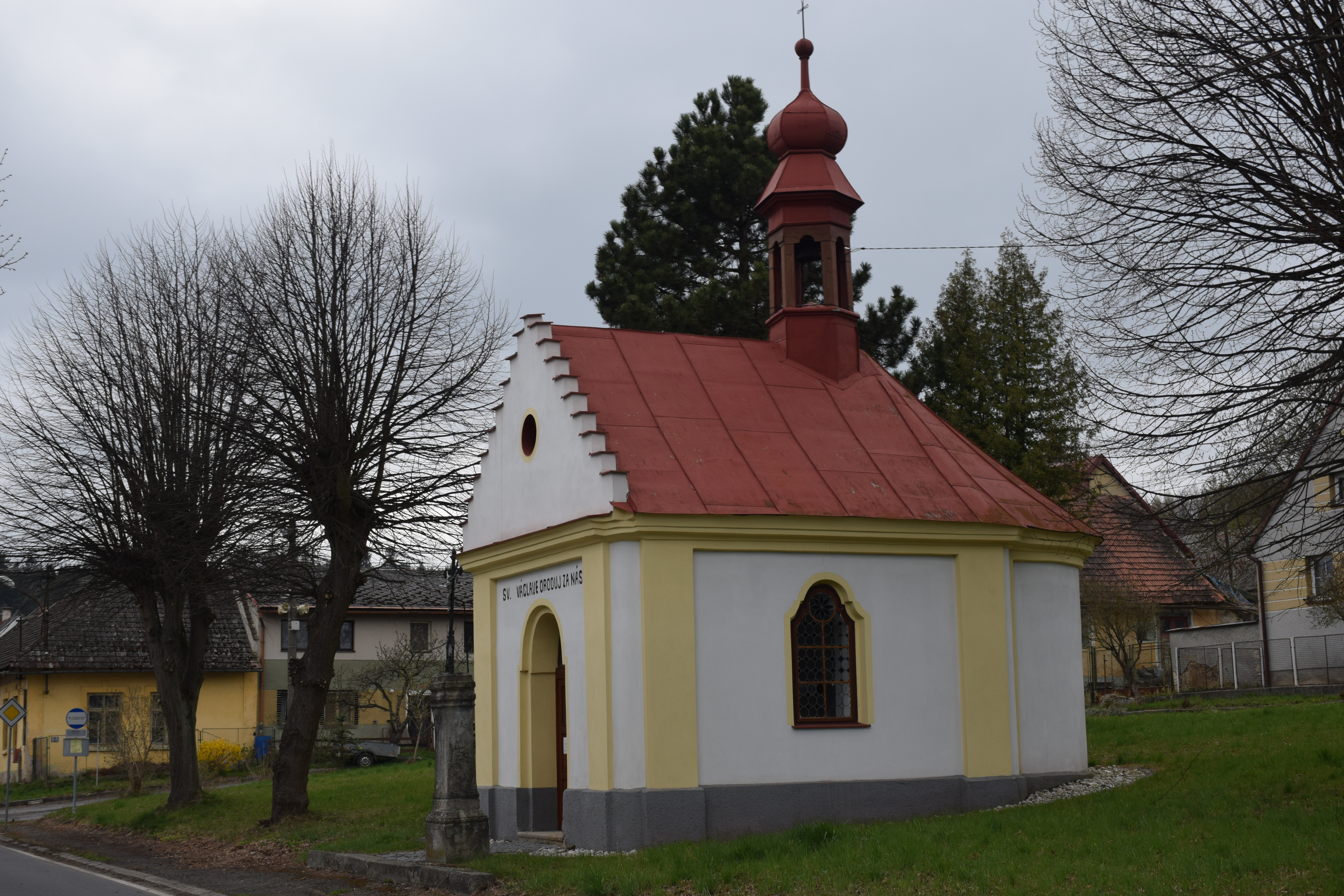
Kaplička na návsi